# Tapian Nauli/Saurmanggita
Tapian Nauli/Saurmanggita is een bestuurslaag in het regentschap Tapanuli Tengah van de provincie Noord-Sumatra, Indonesië. Tapian Nauli/Saurmanggita telt 428 inwoners (volkstelling 2010).